# Collin Malcolm
Collin Anthony Malcolm (Ashland (Oregón), 2 de julio de 1997) es un baloncestista estadounidense que pertenece a la plantilla del Paris Basketball de la LNB Pro A francesa. Con 2,01 metros de estatura, juega en la posición de alero. 

## Trayectoria deportiva

### Inicios
Formado en el instituto Ashland High School de su ciudad natal, antes de ingresar en 2015 en Warner Pacific, una universidad privada situada en Portland, Oregón, de la que formó parte desde 2015 a 2019.

### Profesional
Tras no ser drafteado en 2019, el 15 de septiembre de 2019 firmó por el Batumi RSU de la Superliga de Georgia. 
El 24 de junio de 2020, firma por el Kauhajoen Karhu de la Korisliiga.
En la temporada 2021-22, se compromete con el Keravnos B.C. de la Primera División de Baloncesto de Chipre.
El 6 de julio de 2022, firma por el Telekom Baskets Bonn de la Basketball Bundesliga.
El 25 de julio de 2023 fichó por el Paris Basketball de la LNB Pro A francesa.